# Pyramidoptera cabulica
Pyramidoptera cabulica är en flockblommig växtart som beskrevs av Pierre Edmond Boissier. Pyramidoptera cabulica ingår i släktet Pyramidoptera och familjen flockblommiga växter. Inga underarter finns listade i Catalogue of Life.